# فرودگاه بروارینا
فرودگاه بروارینا (به انگلیسی: Brewarrina Airport) یک فرودگاه همگانی با کد یاتا BWQ است که یک باند فرود آسفالت دارد و طول باند آن ۱۳۸۶ متر است. این فرودگاه در کشور استرالیا قرار دارد و در ارتفاع ۱۲۷ متری از سطح دریا واقع شده‌است.